# Rio Nabão
Le Nabão est un affluent du Zêzere qui traverse la ville de Tomar. Il prend sa source dans la municipalité d’Ansião, au lieu-dit d’Olhos de Água. Après un parcours de 61,47 km, le Nabão se jette sur la rive droite du Zêzere en aval du barrage de Castelo do Bode.
Le Nabão est associé à la légende de Santa Irene.

## Géographie
Le Nabão suit un parcours du nord vers le sud sur une distance d'environ 61,47 km.

### Source
Le Nabão prend sa source à Olhos de Água (Ansião), dans l’ancienne paroisse de Lagarteira, dans la municipalité d’Ansião. Il fait partie du système aquifère Sicó-Alvaiázere,.

### Confluence
Le Nabão se jette dans le Zêzere près de la localité de Foz do Rio (Tomar).

### Bassin versant
La superficie de son bassin versant est de 1 053 km2.

## Affluents
Ses principaux affluents sont le Beselga, l’Olival et le Seiça.

## Hydrologie
Son débit moyen est de 11,56 m3/s.

## Toponymie
Sous l'empire romain, il était appelé Nabanus.
Au Moyen Âge, cette rivière était aussi connue sous le nom de Tomar ou Thomar et, dans son cours supérieur, Tomarel. Les documents du XIIe siècle attribués à l'évêque de Lisbonne, D. Gilberto, font référence à un « Portus de Thomar », dans les limites territoriales du château de Cera. D'après le contexte, on déduit que D. Gilberto fait référence à un franchissement (portus) d'un cours d'eau, probablement situé entre Formigais et Rio de Couros. Le Tombo dos Bens e Direitos da Mesa Mestral, rédigé par Pedro Álvares, atteste que la désignation Tomar était encore en usage en 1542.

### Articles liés
- Zêzere
- Tage
- Liste des cours d'eau du Portugal